# Филип IV (Насау-Вайлбург)
Вижте пояснителната страница за други личности с името Филип IV.
Филип IV фон Насау-Вайлбург или Филип III фон Насау-Саарбрюкен (на немски: Philipp IV von Nassau-Weilburg / Philipp III. von Nassau-Saarbrücken; * 14 октомври 1542, Вайлбург; † 12 март 1602, Саарбрюкен) от Дом Насау, е от 1559 г. до смъртта си граф на Насау-Вайлбург и от 1574 г. също граф на Насау-Саарбрюкен.

## Живот
Филип IV е син на граф Филип III фон Насау-Вайлбург (1504 – 1559) и третата му съпруга Амалия фон Изенбург-Бюдинген (1522 – 1579), дъщеря на граф Йохан V фон Изенбург-Бюдинген-Бирщайн (1476 – 1533) и Анна фон Шварцбург-Бланкенбург (1497 – 1546).
Той следва в университета в Йена, на който известно време е ректор. Баща му умира на 4 октомври 1559 г. Филип наследява заедно с по-големия му полубрат Албрехт (1537 – 1593) частичното Графство Насау-Вайлбург. Понеже Филип е на 16 години е под опекунството на Йохан III фон Насау-Саарбрюкен. На 15 май 1561 г. братята разделят за пръв път владенията си.
Филип IV се жени на 9 април 1563 г. за Ерика фон Мандершайд-Шлайден (ок. 1545 – 25 декември 1581).
През 1570 г. Йохан III фон Насау-Саарбрюкен обявява чрез завещание братята Албрехт и Филип за негови наследници. Още през 1571 г. Филип поема регентството на части от собствеността на Йохан III и мести резиденцията си от Нойвайлнау в Саарбрюкен. Същата година Албрехт и Филип разделят напълно правата си в Графство Вайлбург.
След смъртта на първата му съпруга (1581) Филип се жени на 3 октомври 1583 г. за Елизабет фон Насау-Диленбург (24 януари 1564 – 5 май 1611), дъщеря на Йохан VI Стари фон Насау-Диленбург.
Филип III умира на 12 март 1602 г. в Саарбрюкен. Той е погребан в гробницата на фамилията Насау-Саарбрюкен, манастирската църква „Св. Арнуал“. След смъртта на Филип Елизабет се омъжва през 1603 г. за граф Волфганг Ернст I фон Изенбург-Бюдинген (1560 – 1633).
Филип няма синове, наследник му е неговият племенник Лудвиг II фон Насау-Вайлбург.

## Деца
Филип IV и Ерика фон Мандершайд-Шлайден имат едно дете:
- Анна Амалия фон Насау-Саарбрюкен (* декември 1565, † 7 март 1605), омъжена в Нойвайлнау на 22 септември 1548 г. за граф Георг фон Насау-Диленбург (1562 – 1623) и има 15 деца.